# Maurizio Pollini
Maurizio Pollini (ur. 5 stycznia 1942 w Mediolanie, zm. 23 marca 2024 tamże) – włoski pianista i dyrygent, zwycięzca VI Międzynarodowego Konkursu Pianistycznego im. Fryderyka Chopina (1960).

## Życiorys

### Młodość i wykształcenie
Pochodził z rodziny artystów. Jego ojcem był włoski architekt Gino Pollini, matka miała wykształcenie muzyczne, a jego wujem był jeden z czołowych włoskich rzeźbiarzy modernizmu Fausto Melotti. Na fortepianie zaczął grać w wieku kilku lat, ale regularną naukę rozpoczął dopiero jako jedenastolatek. W 1959 ukończył studia w Konserwatorium Mediolańskim, był uczniem Carla Lonatiego i Carla Vidussa. 

### Kariera muzyczna
W 1960, mając 18 lat zdobył I nagrodę na Międzynarodowym Konkursie Pianistycznym im. Fryderyka Chopina w Warszawie. Artur Rubinstein, wówczas honorowy przewodniczący jury, stwierdził „ten młody człowiek już teraz technicznie gra lepiej niż my wszyscy”.
Po konkursie rozwinął intensywną działalność koncertową i nagraniową. W latach 60. XX wieku na pewien czas przerwał działalność koncertową z powodu choroby. Poświęcił się też wtedy rozwojowi, przez krótki czas ucząc się u Arturo Benedettiego Michelangeliego. Od 1966 występował w Europie, Ameryce i Azji. W tym samym okresie nawiązał współpracę z dyrygentem Claudio Abbado i kompozytorem Luigim Nono, dzięki czemu zaczął wykonywać także muzykę współczesną. W 1972 dokonał premierowego wykonania utworu Como una ola de fuerza y luz Nono. 
Od lat 80. XX wieku zajmował się też dyrygenturą. Występował na wielu festiwalach, m.in. Warszawskiej Jesieni (1977) i Festiwalu w Salzburgu (1995, 1999). Był też jurorem Concorso Internazionale Pianistico Premio Dino Ciani w Mediolanie (1975).
W 2010 otrzymał nagrodę Praemium Imperiale w dziedzinie muzyki.
W 1968 zawarł związek małżeński z pianistką, Marią Elżbietą (Marilisa) z d. Marzotto. Jego owocem jest syn, Daniele, (ur. 27 listopada 1978), pianista.

## Repertuar i dyskografia
W jego repertuarze znajdowały się utwory m.in. Fryderyka Chopina, Wolfganga Amadeusa Mozarta, Roberta Schumanna, Franza Schuberta, Ludwiga van Beethovena, Johanna Sebastiana Bacha, Johannesa Brahmsa, Siergieja Prokofjewa i Béli Bartóka. Dokonał wysoko ocenianych nagrań obu kompletów Etiud Chopina, jak również wszystkich sonat fortepianowych Beethovena. 
Specjalizował się również w muzyce współczesnej - wykonywał i nagrywał m.in. utwory Pierre’a Bouleza, Luigiego Nona, Bruna Maderny oraz Karlheinza Stockhausena. Często w programach koncertów łączył klasykę z muzyką współczesną.  
Nagrał kilkadziesiąt płyt, głównie dla wytwórni Deutsche Grammophon, z którą miał od 1972 kontrakt na wyłączność. 
Koncertował do późnego wieku, ostatni jego koncert odbył się w lutym 2023 we włoskiej La Scali. W Polsce wystąpił po raz ostatni w 1977 z dwoma recitalami: na festiwalu Warszawska Jesień (25.09 - A. Webern, A. Schönberg, L. Nono i P. Boulez) oraz w Filh. Nar. (27.09 - 4 Sonaty fort. L. van Beethovena). 
W 2007 otrzymał nagrodę Grammy w kategorii Najlepsze wykonanie na instrument solowy (bez orkiestry) za nagranie chopinowskich nokturnów.